# ファニエル・ホール
ファニエル・ホール（Faneuil Hall）は、アメリカ合衆国マサチューセッツ州ボストン市の中心部、海岸近くに位置する歴史的建造物。1743年から商店街および会議場として使用されている。サミュエル・アダムズやジェームス・オティスなど、独立派の有力者が演説を行った場所でもある。現在ではボストン国立歴史公園の一角をなし、フリーダムトレイルに沿った観光地のひとつともなっている。「自由(解放)のゆりかご(Cradle of Liberty)」と呼ばれることもある。
2008年、『フォーブス・トラベラー』誌による全米最多観光客数25選の第4位に選出された。

## 歴史

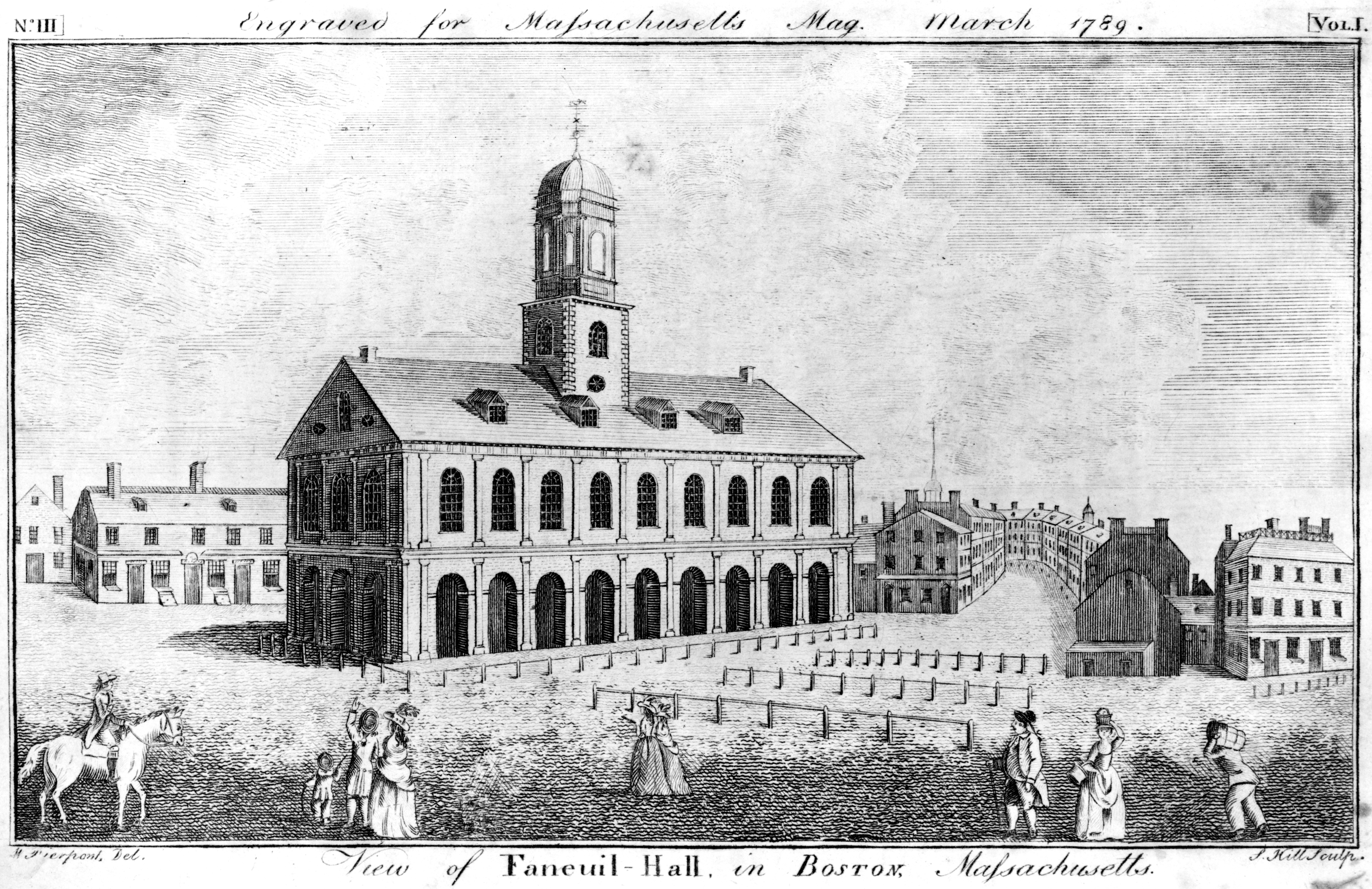
1789年

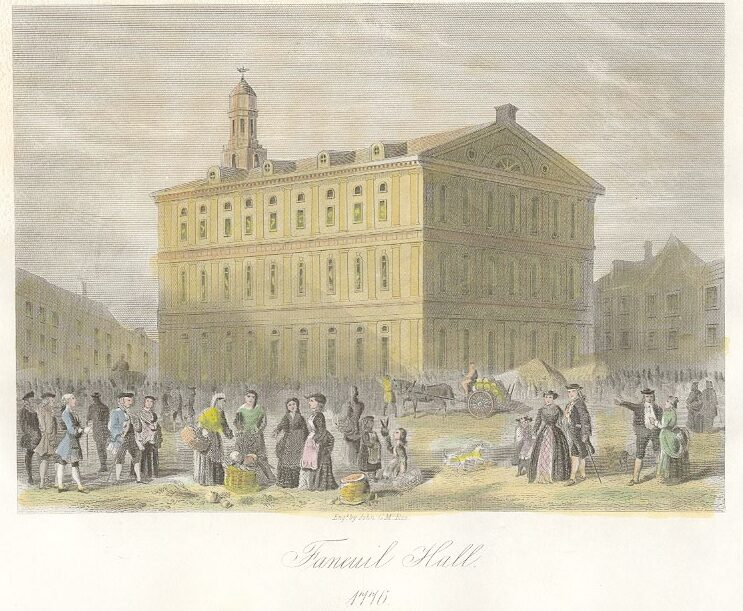
1830年

### 18世紀
数年に亘りボストンに公設市場を建てる計画がなされ、1740年、市民集会において地元ボストンの豪商ピーター・ファニエル（Peter Faneuil）の出資により建設が行なわれることとなった。強い異議もあったが、満場一致で感謝の決議が行なわれ、ファニエルの申し出は受け入れられた。資金の一部は奴隷の取引による利益でまかなわれた。同年9月、ドック・スクエアにおいて建物の建設が始まった。1740年から1742年、芸術家ジョン・スマイバート（John Smibert）の設計によりイギリスにあった市場の様式で建てられ、1階は市場として使われ、2階は集会室となった。アメリカ合衆国国立公園局のスポークスパーソンのショーン・ヘネシーによると、ボストンの初期の奴隷オークションのいくつかはこのファニエル・ホールの近くで行なわれていた。
1761年に一度焼失してしまい、レンガの壁が残るのみとなった。翌1762年、町により建て直された。1775年、イギリスがボストンを占拠していた間、劇場として使用されていた。

### 19世紀
1806年にはチャールズ・ブルフィンチ（Charles Bulfinch）によって大規模な増築が行われた。その結果、新しい建物の高さと幅はそれまでの建物の2倍になり、また3階が新たに設けられた。新たに4つの柱間が設けられ、全部で7つとなった。回廊には壁が設けられ、屋根上のドームは建物の反対側に移された。また、ブルフィンチはドーリア式の付柱を1階と2階に、イオニア式の壁柱を3階にそれぞれ設けた。集会場の天井も高くなり、またその周囲には絵画が飾られた。1824年から1826年、近くにクインシー・マーケットが建てられた。その後、1898年から1899年にかけてファニエル・ホールは不燃材を使用して建て直された。

### 20世紀および21世紀
1960年10月9日、アメリカ合衆国国定歴史建造物に、数年後、アメリカ合衆国国家歴史登録財に認定された。1979年には地下と1階が改装された。1992年にも修復が行われた。1994年、ボストン・ランドマーク委員会によりボストン・ランドマークに認定された。

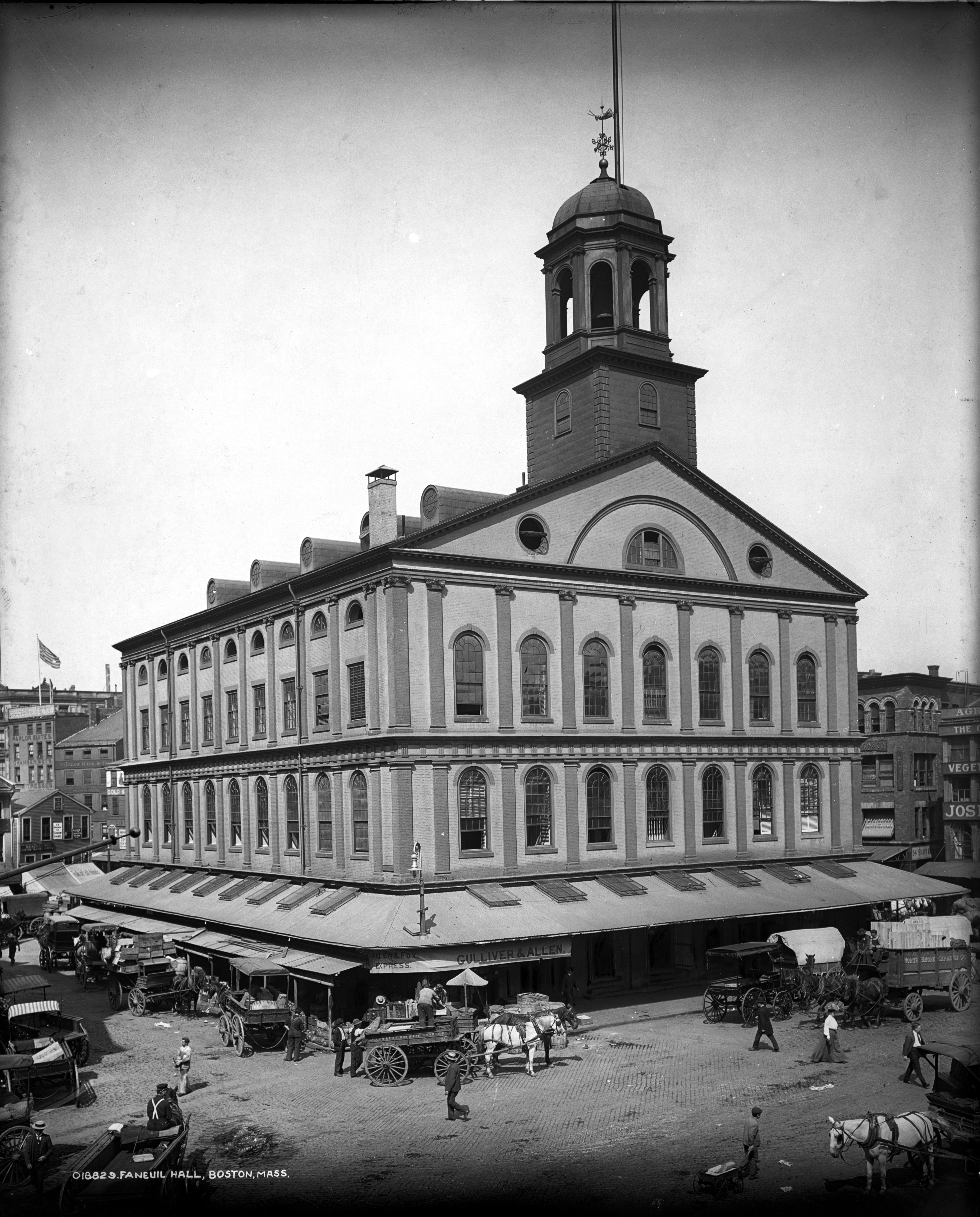
1903年

#### ファニエル・ホール・マーケットプレイス
現在では、ファニエル・ホール・マーケットプレイスとして隣接するノース・マーケット、クインシー・マーケット、サウス・マーケットと共に、ショッピングセンターの一部になっている 。

## 主なできごと
1890年8月8日、ボストン初の黒人共和党議員の1人であったジュリアス・シーザー・シャペルは黒人に投票権を与える連邦選挙法案を支持するスピーチ「自由(解放)のゆりかごで」を行なった。1883年から1886年、シャペルは議員を務めていた。このできごとは全米で報じられ、8月9日、『ニューヨーク・エイジ』紙一面に「投票権を熱心に支持する自由のゆりかごと呼ばれるファニエル・ホールは、自由と公平を主張するボストン市民で埋め尽くされた」と記された。
1979年11月7日、エドワード・ケネディは大統領選出馬のスピーチを行なった。2004年11月3日、当時上院議員であったジョン・ケリーがここで大統領選挙の敗北演説を行った。
2006年4月11日、ミット・ロムニー州知事は楽隊を伴い300名の招待客を前にマサチューセッツ州の歴史的医療保険法案に署名を行なった。
2013年10月30日、バラク・オバマ大統領はロムニーが署名したのと同じ場所で医療保険制度改革の重要性を訴えた。
2014年10月30日に亡くなったトーマス・メニーノ市長は、11月2日、棺が安置された。
1746年から4階に由緒ある砲兵中隊マサチューセッツ州隊の本部がある。
『ザ・オライリー・ファクター』などの政治番組の収録のほか、現在でも政治的ディベートの会場として使用されている。

## 名前
「Faneuil」はフランスの姓だが、「ファネル[ˈfænəl]」または「ファニエル[ˈfænjəl]」と英語読みにしている。植民時代には「ファネル(funnel)」と呼ばれていた。埋葬からしばらく経ってから刻まれたピーター・ファニエル(Peter Faneuil)の墓石には「P・ファネル(P. Funel)」と記されている(埋葬当時の墓石には姓ではなく紋章のみが刻まれていた)。
地元では「ファニエル・ホール」または「ファニエル」は建物のみでなく、その地域に言及される。

## 特色

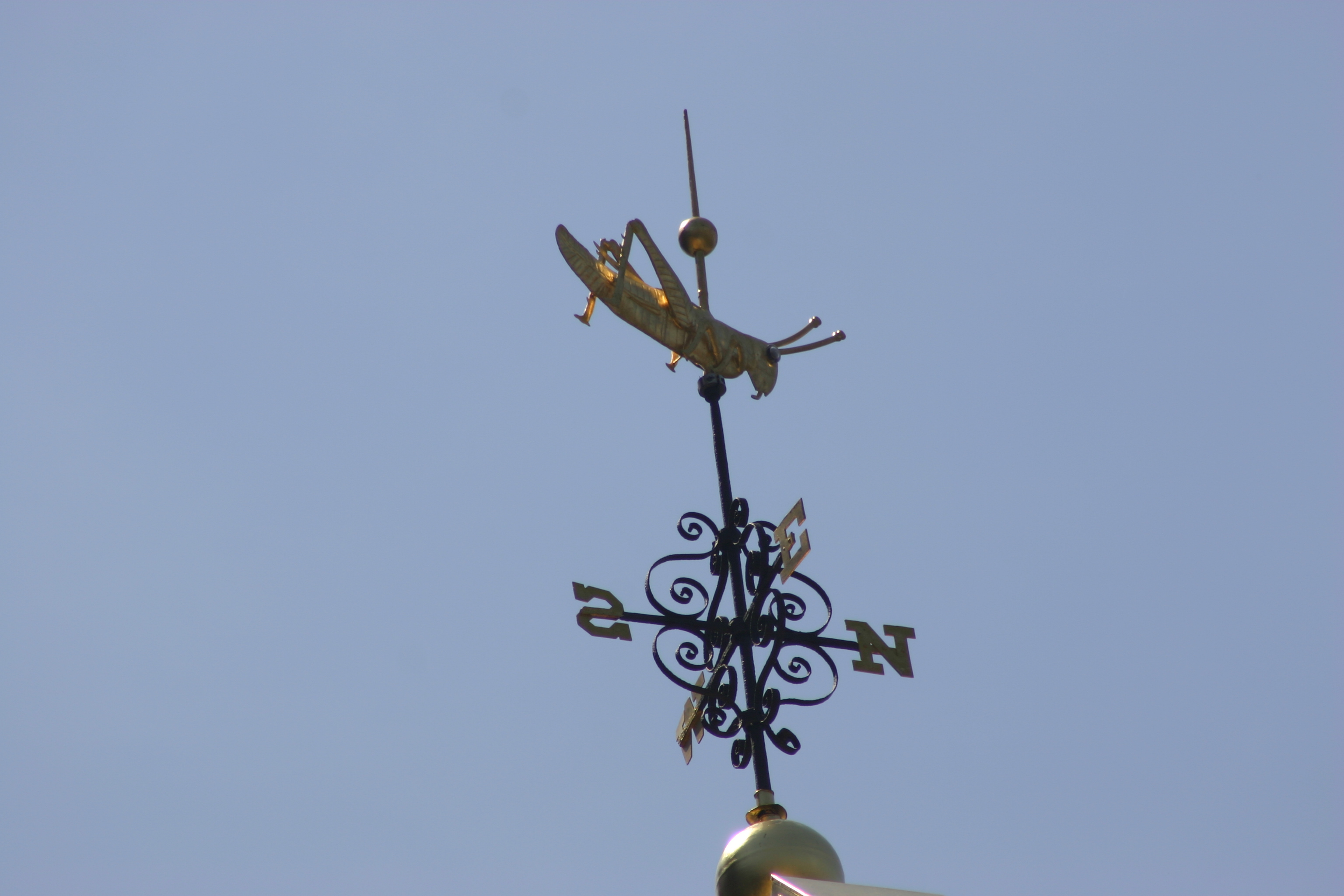
「ファニエル・ホールの上には何がいる?」「もちろんバッタだ」

### 鐘
2007年に1週間かけ、固まった舌にWD-40を吹き付け、縄を付けるなどの修理を行なった。1945年、第二次世界大戦終戦を告げるのに鳴ったのが舌によって鳴った最後であるが、その後はバチを使用して何度か鳴らされていた。

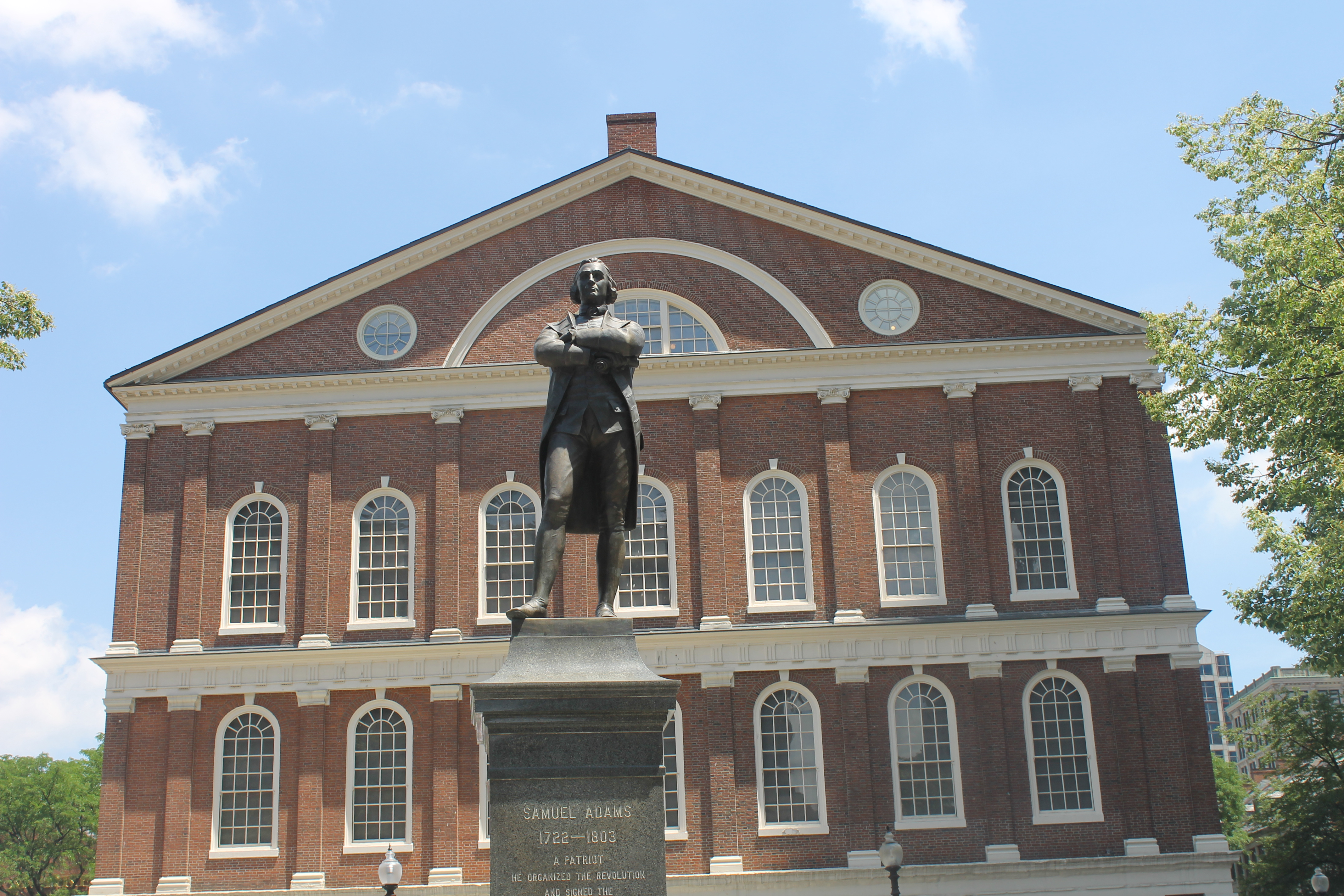
1880年、アン・ホイットニーによりサミュエル・アダムズの像が作られ、「公正で恐れを知らない政治家」と記されている。

### 風見バッタ
屋根の上についているバッタの風見はこの建物のシンボルであると共に、ボストンのシンボルでもある。1742年、銀細工師シェム・ドラウン（Shem Drowne）によって制作された。金箔が貼られており、重さ80ポンド (36 kg)、長さ4フィート (1.2 m)である。この風見はトーマス・グレシャムの紋章を基にしたロンドンの旧王立市場の風見に似せて作られたとされ、「新世界」の経済の中心の象徴となるべく建てられたこの建物に相応しいものであった。独立戦争中、13植民地側の兵士たちの間では、「ファニエル・ホールの上には何がいる?」という質問に対し「もちろんバッタだ」と答えることが敵味方を区別するための合言葉となっていた。

### 芸術
ファニエル・ホール東端とコングレス・ストリートの間の区画はボストン国立歴史公園の一部となっている。19世紀に彫刻家アン・ホイットニーにより製作されたサミュエル・アダムズの像がある。花崗岩の広場には850フィート (260 m)に亘り、1630年頃の海岸線が記されている。1820年の地図による道路線や区画がピンクと灰色の花崗岩で示されている。海岸線は「A Once and Future Shoreline 」という芸術作品として、高潮海岸線沿いに海藻、魚、貝などが描かれている。
ファニエル・ホールの絵画や彫刻など芸術作品の多くはアメリカ独立戦争活動家、南北戦争前の奴隷制度廃止論者、政治家たちに取り壊された。

## ギャラリー

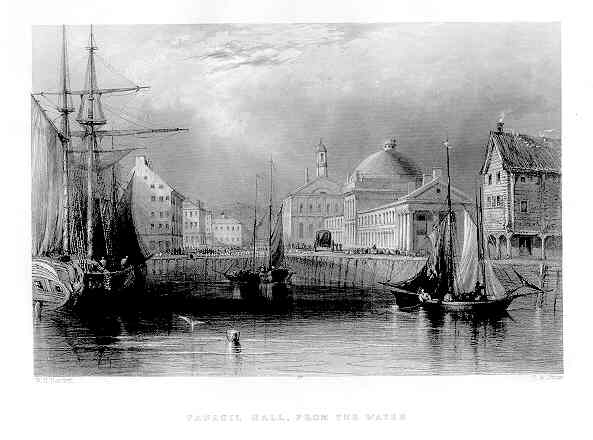
19世紀初頭、港からの眺め
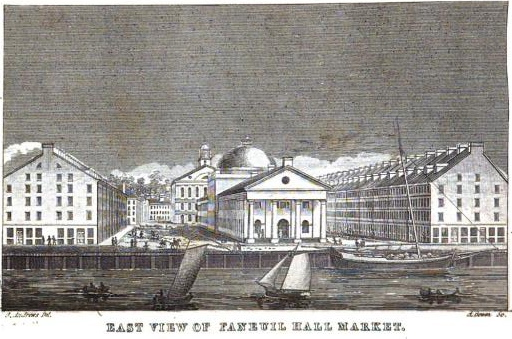
1838年、エイベル・ボウエンによる港からの眺め
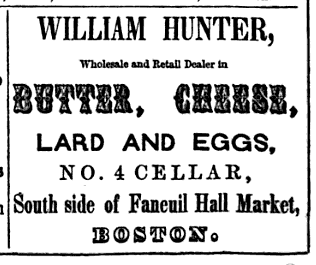
1849年、バター、チーズ、ラード、卵を売るウィリアム・ハンターの広告
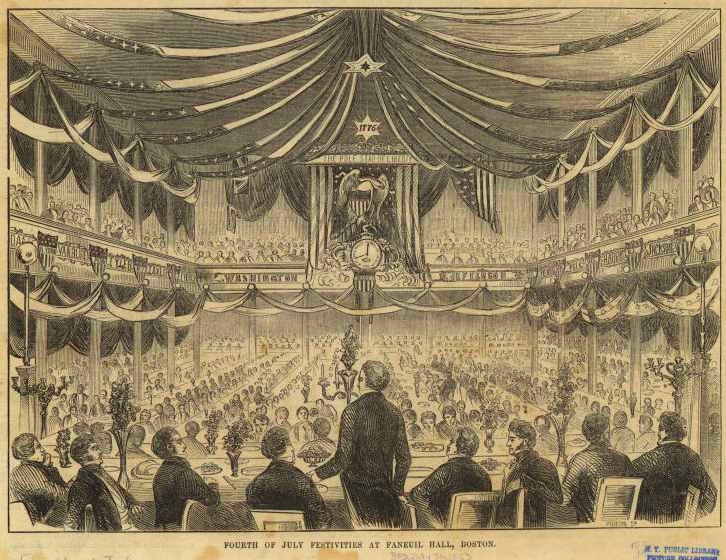
1853年7月4日、独立記念日の祝宴
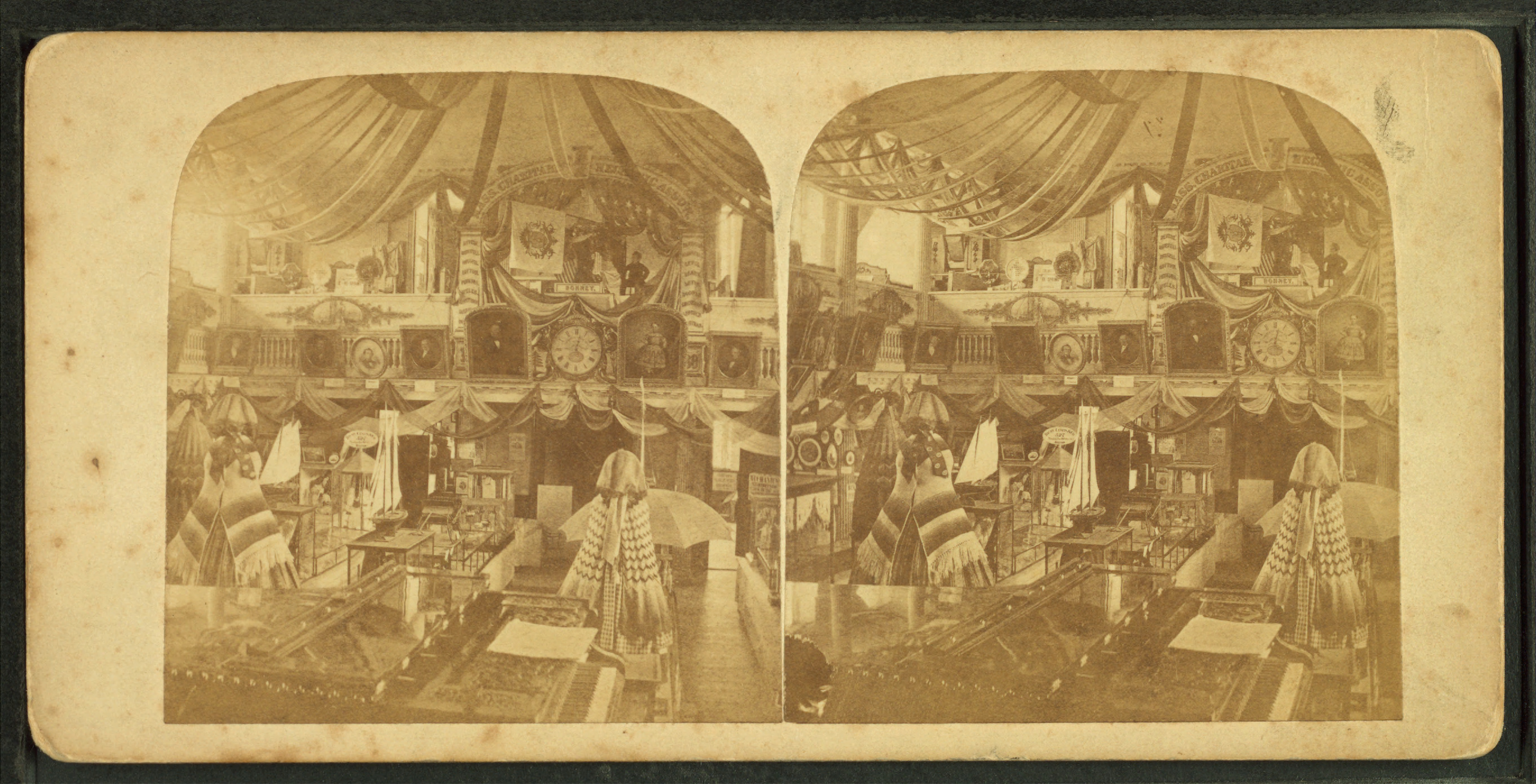
19世紀、Massachusetts Charitable Mechanic Association の展示
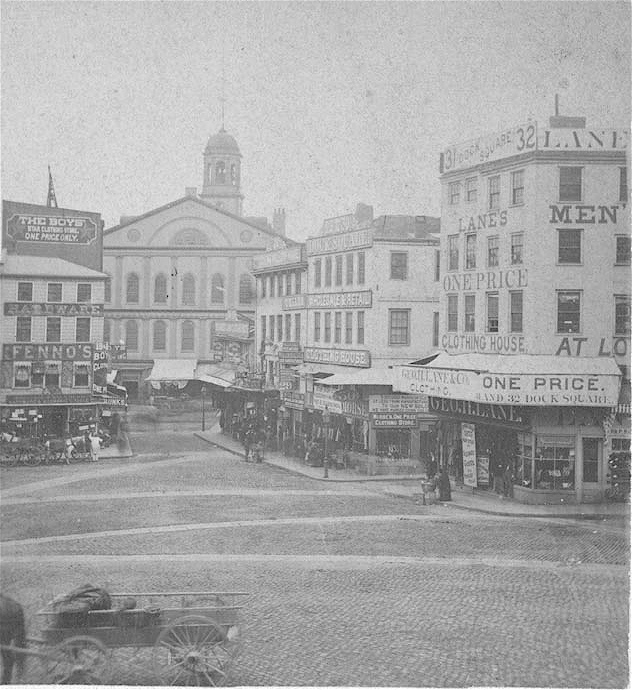
19世紀、ドック・スクエアからの眺め
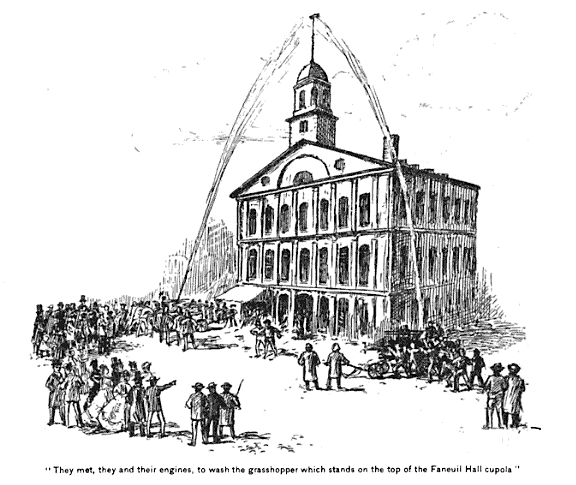
19世紀、消防士がバッタを洗浄
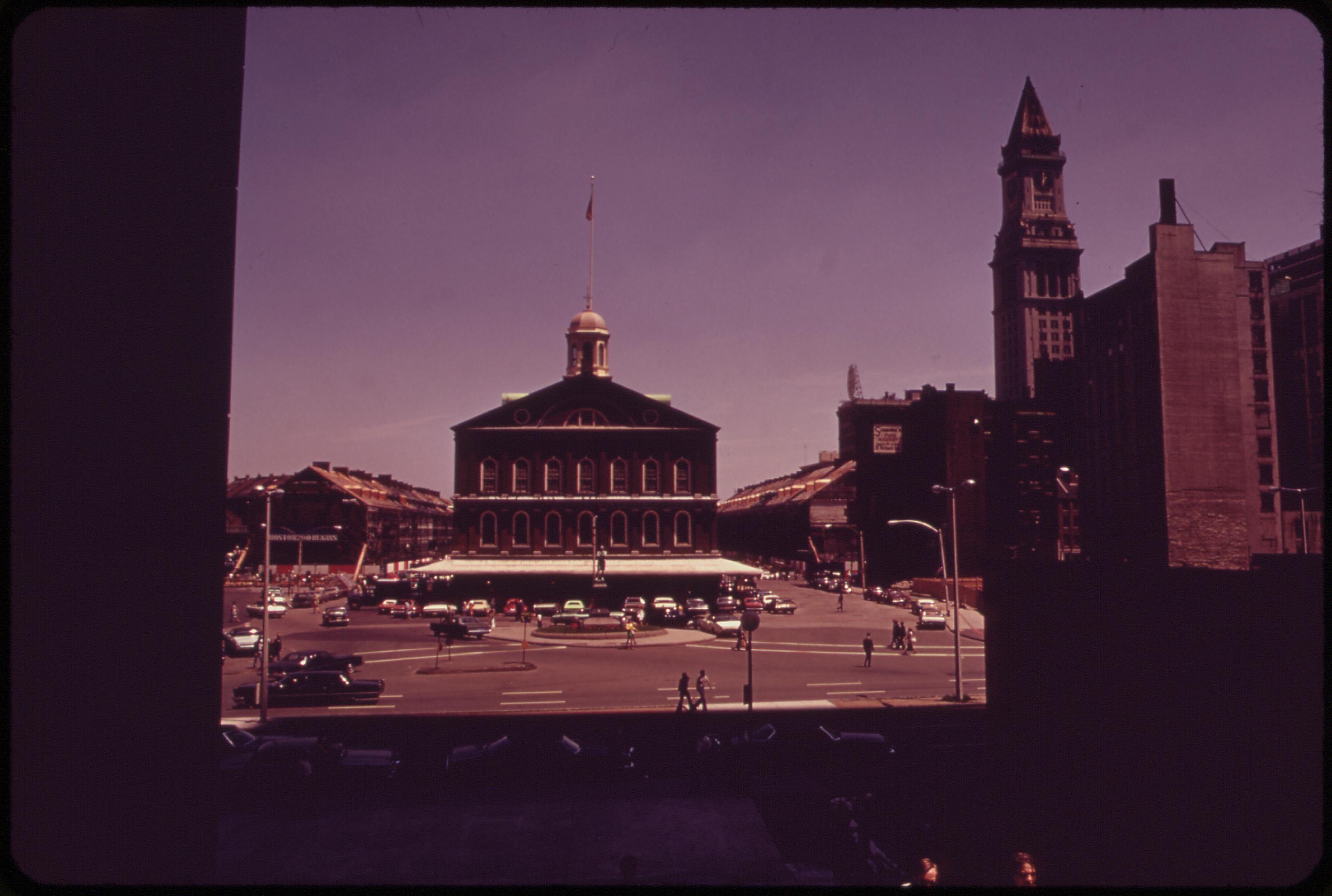
1973年、コングレス・ストリートからの眺め
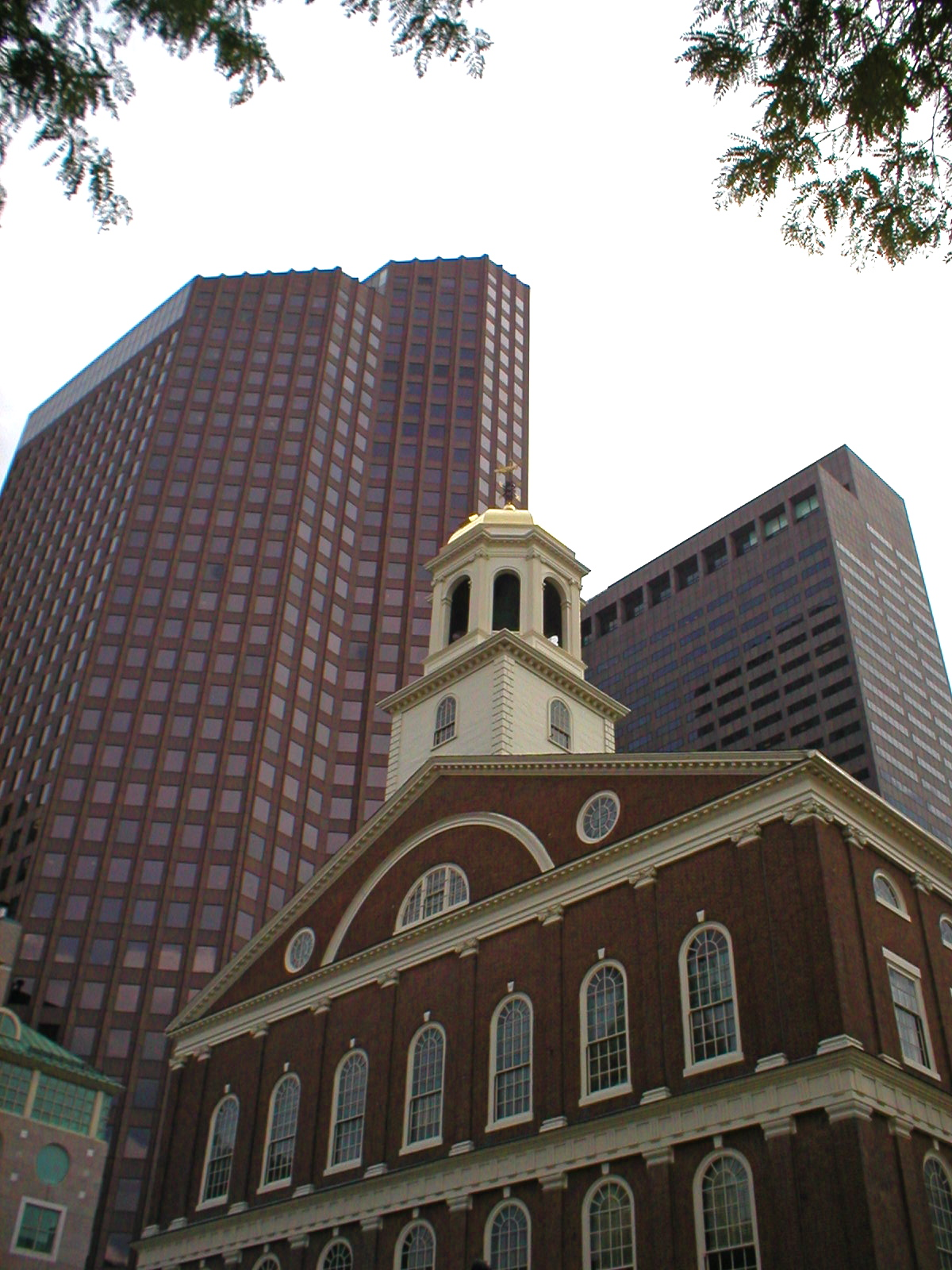
2006年、近代的なビルと共に
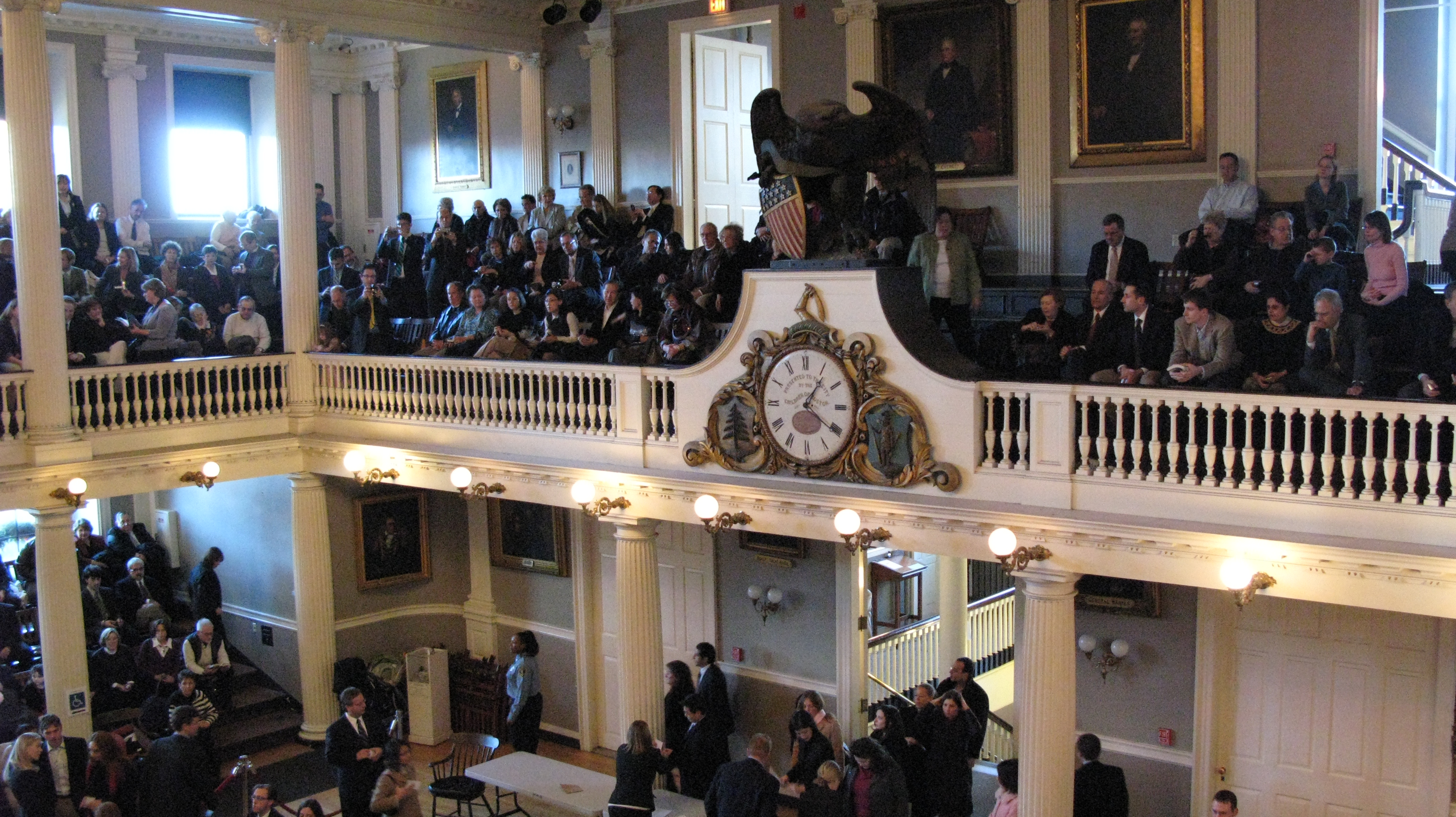
2007年、グレート・ホールのバルコニー
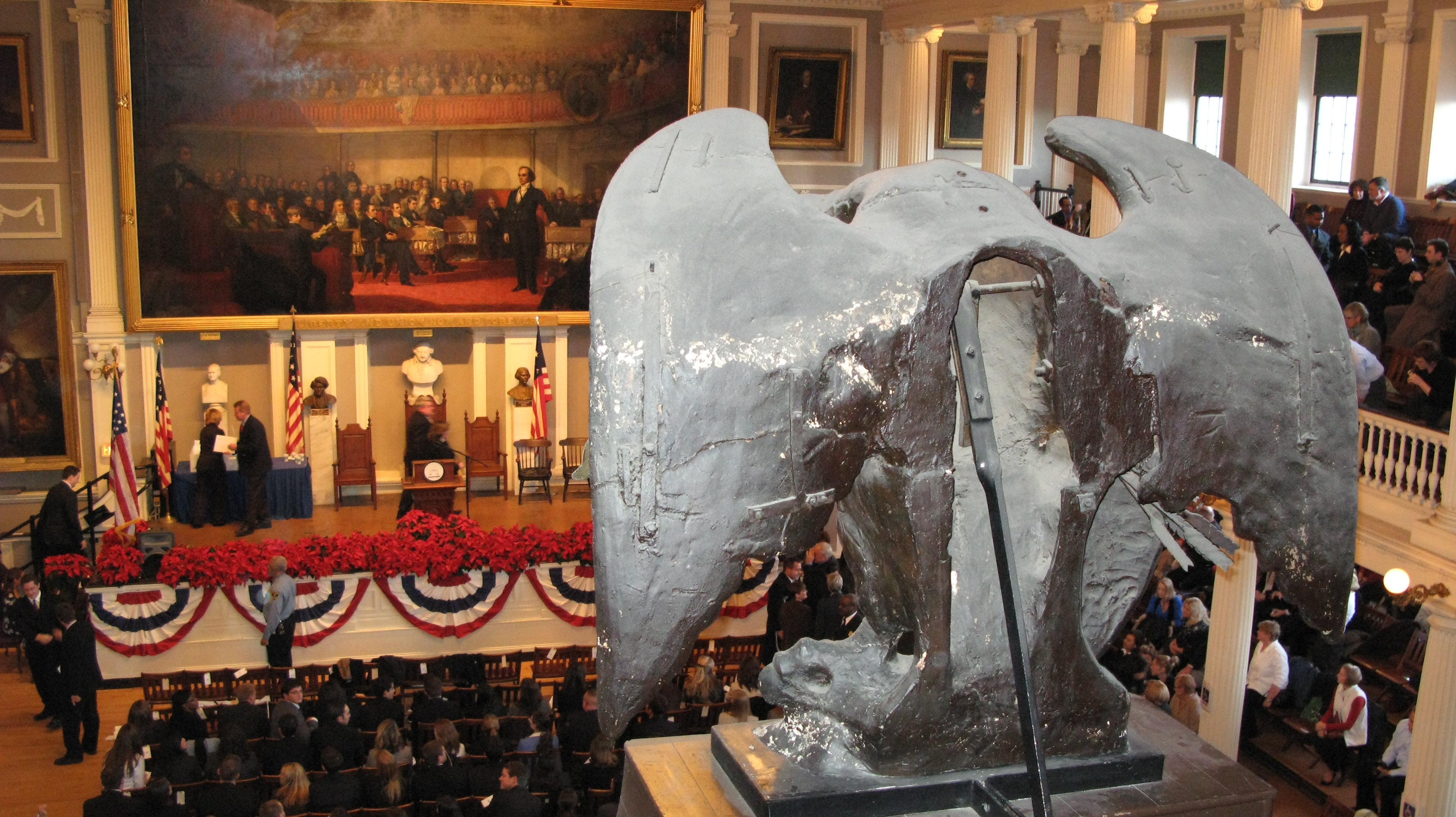
2008年、グレート・ホール後方より
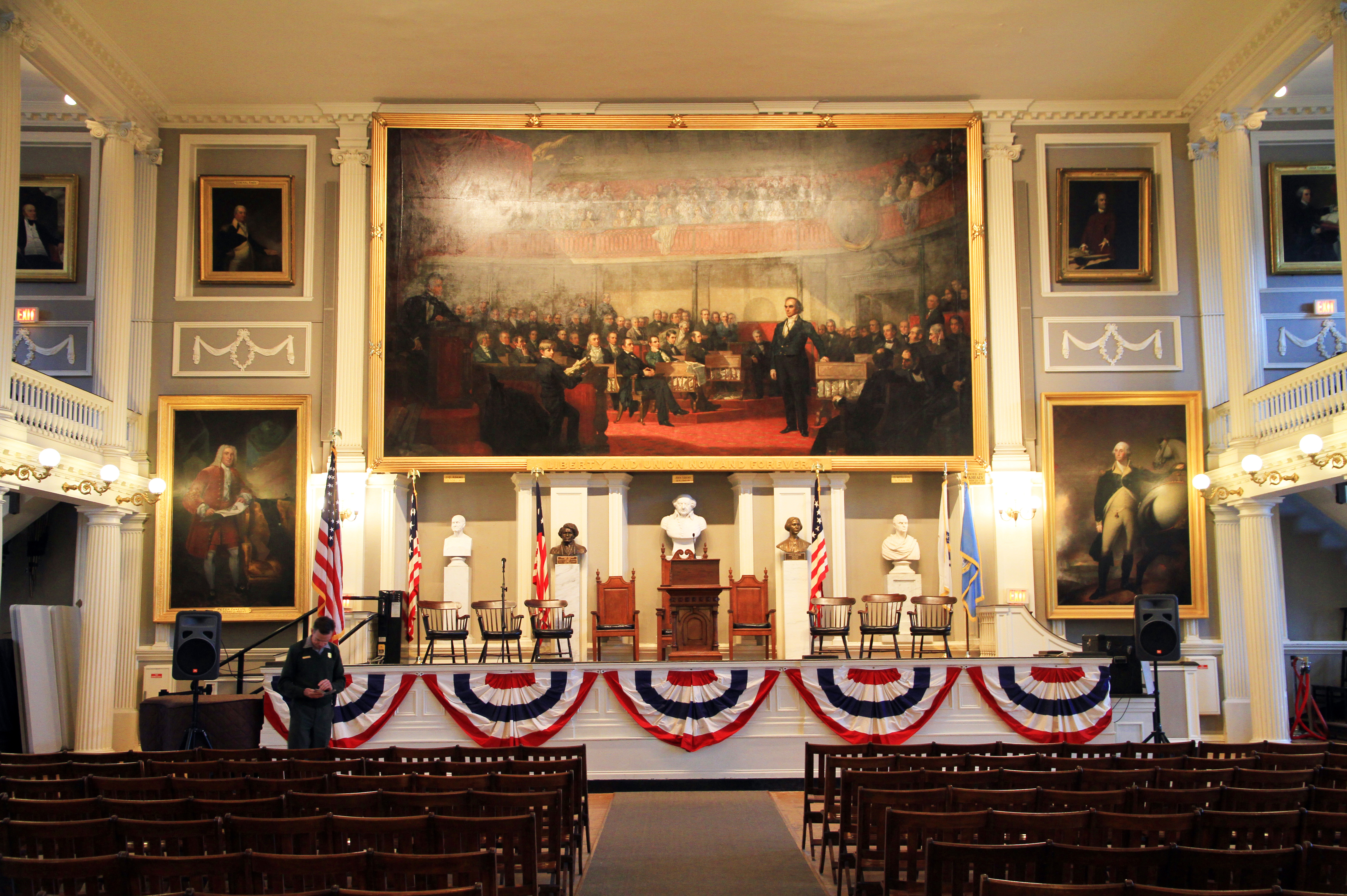
グレート・ホール
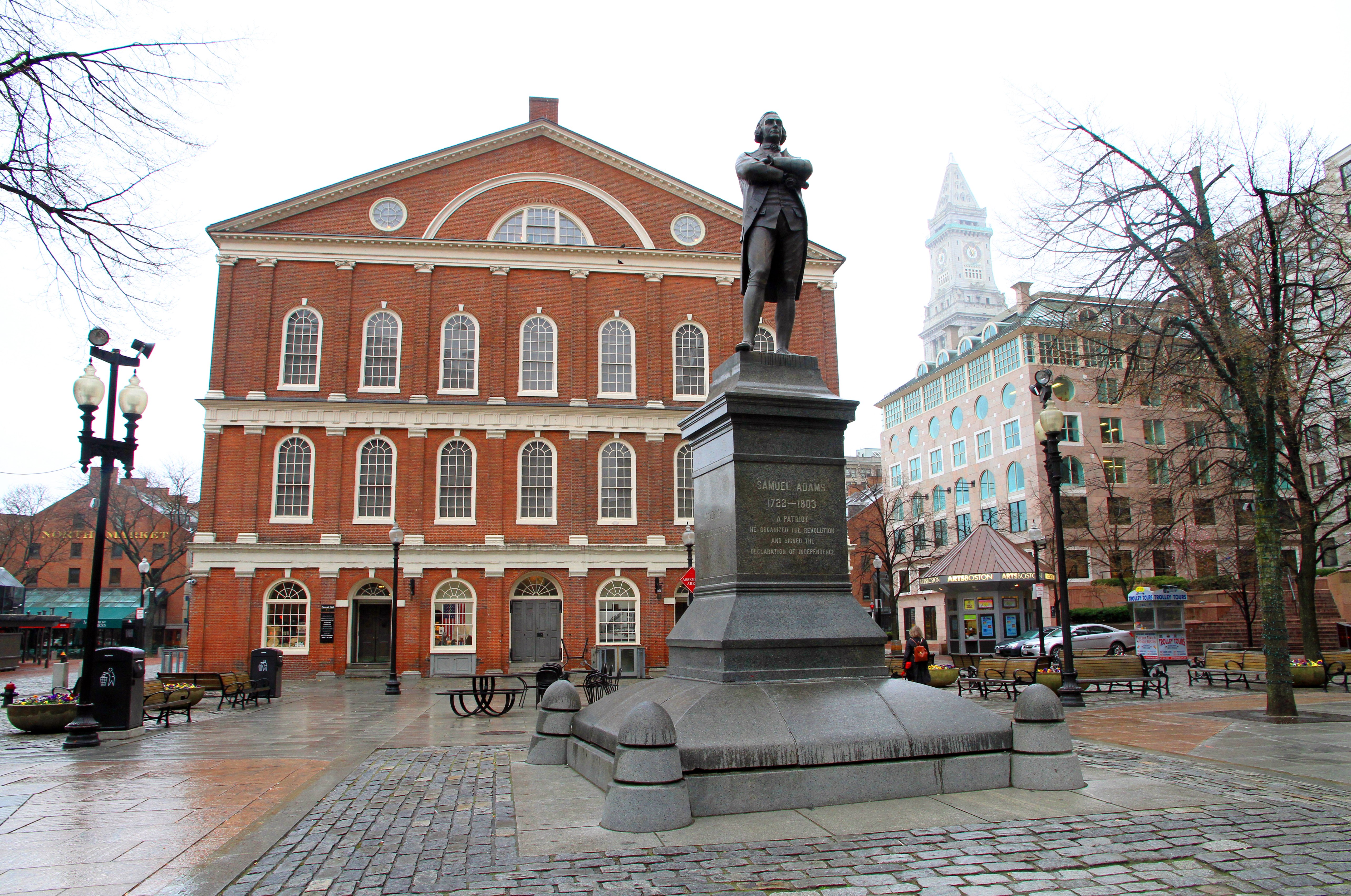
サミュエル・アダムズ像とファニエル・ホール
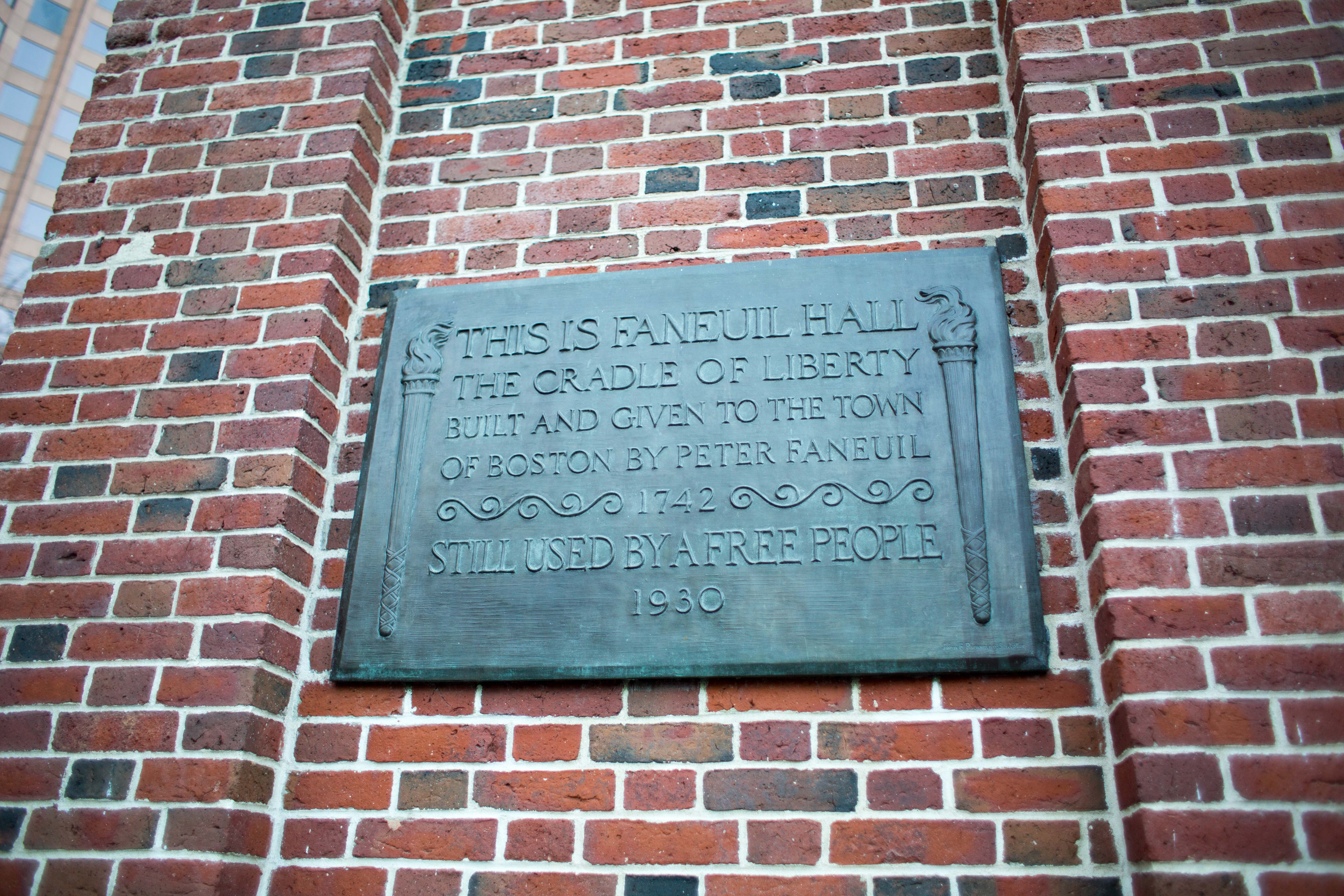
ファニエル・ホールの看板